# Mehrjähriger Bertram
Der Mehrjährige Bertram (Anacyclus pyrethrum (L.) Link), oder der Römische, Spanische Bertram, ist eine Pflanzenart aus der Gattung der Ringblumen oder Bertram (Anacyclus) und damit der Familie der Korbblütler (Asteraceae).

## Merkmale
Der Mehrjährige Bertram ist eine kurzlebige ausdauernde, krautige Pflanze, die niederliegend ist und damit nur Wuchshöhen von 2 bis 5 Zentimeter bei einer Breite von bis zu 40 Zentimetern erreicht. Möglicherweise bildet die Art eine spindelförmige Pfahlwurzel. Die Laubblätter sind rosettig und gestielt, jung graugrün, zweifach fiederschnittig mit schmalen Abschnitten, an den Boden angedrückt und bis zu 10 Zentimeter lang. Die kleinen Stängelblätter sind sitzend. Der lange, flaumige Blütenstängel mit endständigem Köpfchen ist niederliegend und strahlenförmig ausgebreitet. Es ist ein mehrreihiger Hüllkelch. Es sind spitze Spreublätter vorhanden. Die randlichen, meist weiblichen Strahlenblüten sind oberseits weiß, ihre Unterseite ist purpurn gestreift. Die zwittrigen Röhrenblüten sind gelb. 
Die Früchte, Achänen, sind stark zusammengedrückt, keil-, eiförmig und mehr oder weniger geflügelt, teils geöhrt, sowie manchmal mit kleinem Pappus.
Die Blütezeit reicht von Mai bis August.

## Vorkommen
Der Mehrjährige Bertram kommt in Südost-Spanien, Nord-Marokko und -Algerien auf Waldlichtungen und Weiden in Höhenlagen von 400 bis 3100 Meter vor.

## Systematik
Die Art ist formenreich, es wurden zwei Varietäten beschrieben:
- Römischer Bertram (Anacyclus pyrethrum var. pyrethrum): Die Hülle hat einen Durchmesser von 13 bis 22 Millimeter.
- Marokko-Bertram (Anacyclus pyrethrum var. depressus (Ball) Maire): Die Hülle hat einen Durchmesser von 7 bis 12 Millimeter. Diese Form kommt nur in Marokko im Atlas-Gebirge vor.

Der nur in Kultur bekannte Deutsche Bertram (Anacyclus officinarum Hayne) war möglicherweise ein annueller Abkömmling des Mehrjährigen Bertram.

## Inhaltsstoffe
Pyrethrin (3 % = zwei ätherische Öle und Harz), Inulin (25–57,7 %), Tannin (0,55 %), Gummi (9,40–20 %), Gerbstoffe (Spuren), Eisen (Spuren), Kieselerde (0,95 %).

## Nutzung
Der Mehrjährige Bertram wird zerstreut als Zierpflanze für Steingärten genutzt. In Deutschland wurde er früher auch als Heilpflanze und Likörgewürz verwendet. Sie ist seit spätestens 1930 in Kultur.
Die Wurzel wird gelegentlich gemahlen als Gewürz genutzt und gilt als Heilkraut.

## Etymologie
Die Bezeichnung von Anacyclus pyrethrum bzw. Anacyclus officinarum als „Bertram“ (frühneuhochdeutsch berchtram, von mittelhochdeutsch berhtram/bertram) ist unter Angleichung an den althochdeutschen Männernamen Berhtram abgeleitet vom lateinischen Pflanzennamen pyrethrum (von griechisch pýrethron, von pyr „Feuer“), der sich auf den brennenden Geschmack der Wurzel dieser Pflanze(n), genannt auch „Feuerwurzel“, bezieht. Als bertram bzw. pyrethrum kamen jedoch früher gemäß Heinrich Marzell annähernd 10 verschiedene Arten in Betracht.

## Trivialnamen
Für den Mehrjährigen Bertram sind oder waren, zum Teil nur regional, auch die Bezeichnungen Beertrain (niederdeutsch), Berchthram (mittelhochdeutsch), Berdram (mittelniederdeutsch), Bertrankrut (mittelniederdeutsch), Bertram, Bertrum, Brecht, Füerwöttel (Mecklenburg), Geiferwurz, St. Johanniswurz, spanisch Magdblum, spanisch Meter, Metteren, Muterkraut, Perchtram, Perthram, Pertrem (mittelhochdeutsch), Pertren (mittelhochdeutsch), Perichtrawem (althochdeutsch), Ringblume, Speichelwurz und Zahnwurz gebräuchlich.

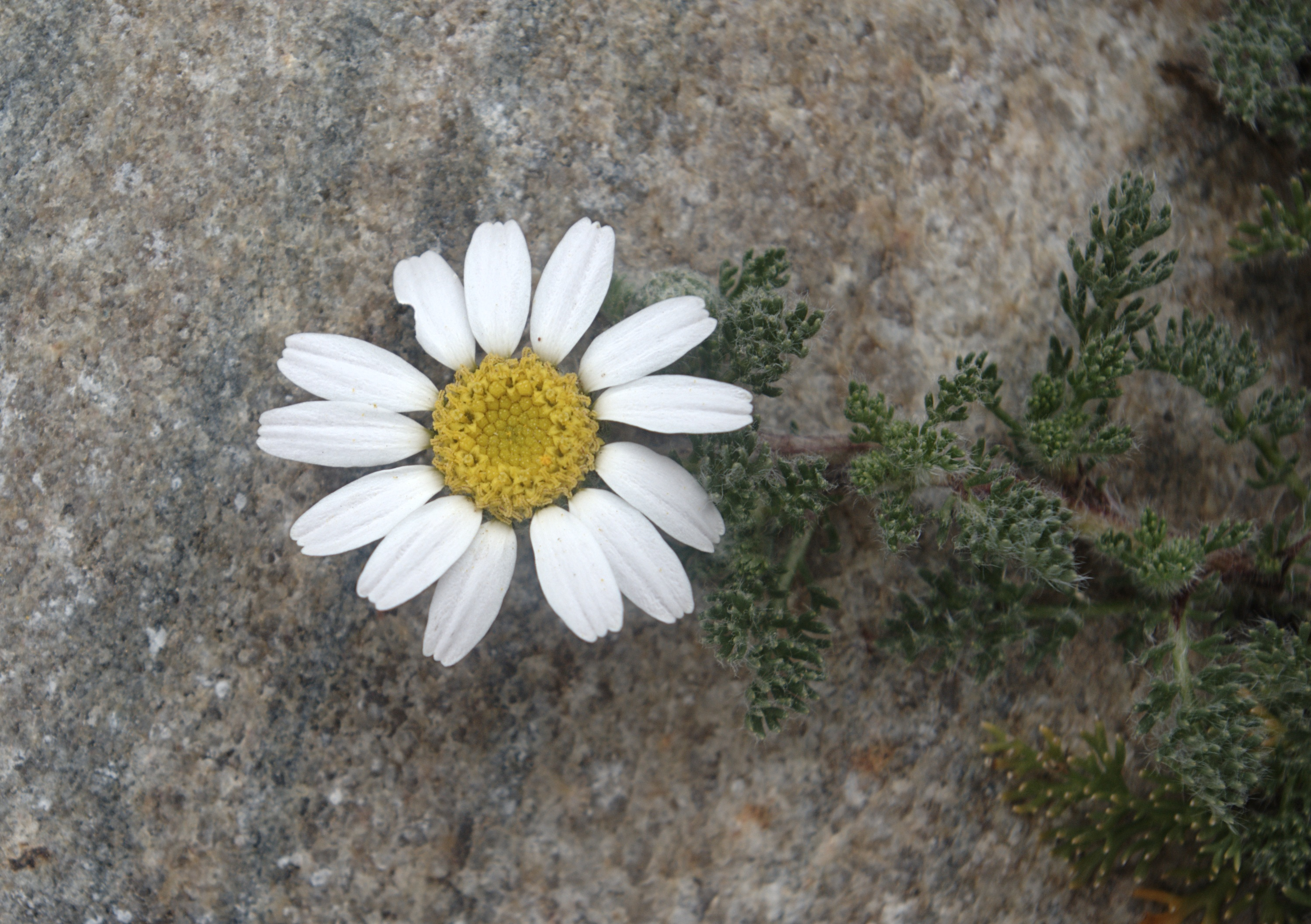
Marokko-Bertram (Anacyclus pyrethrum var. depressus)
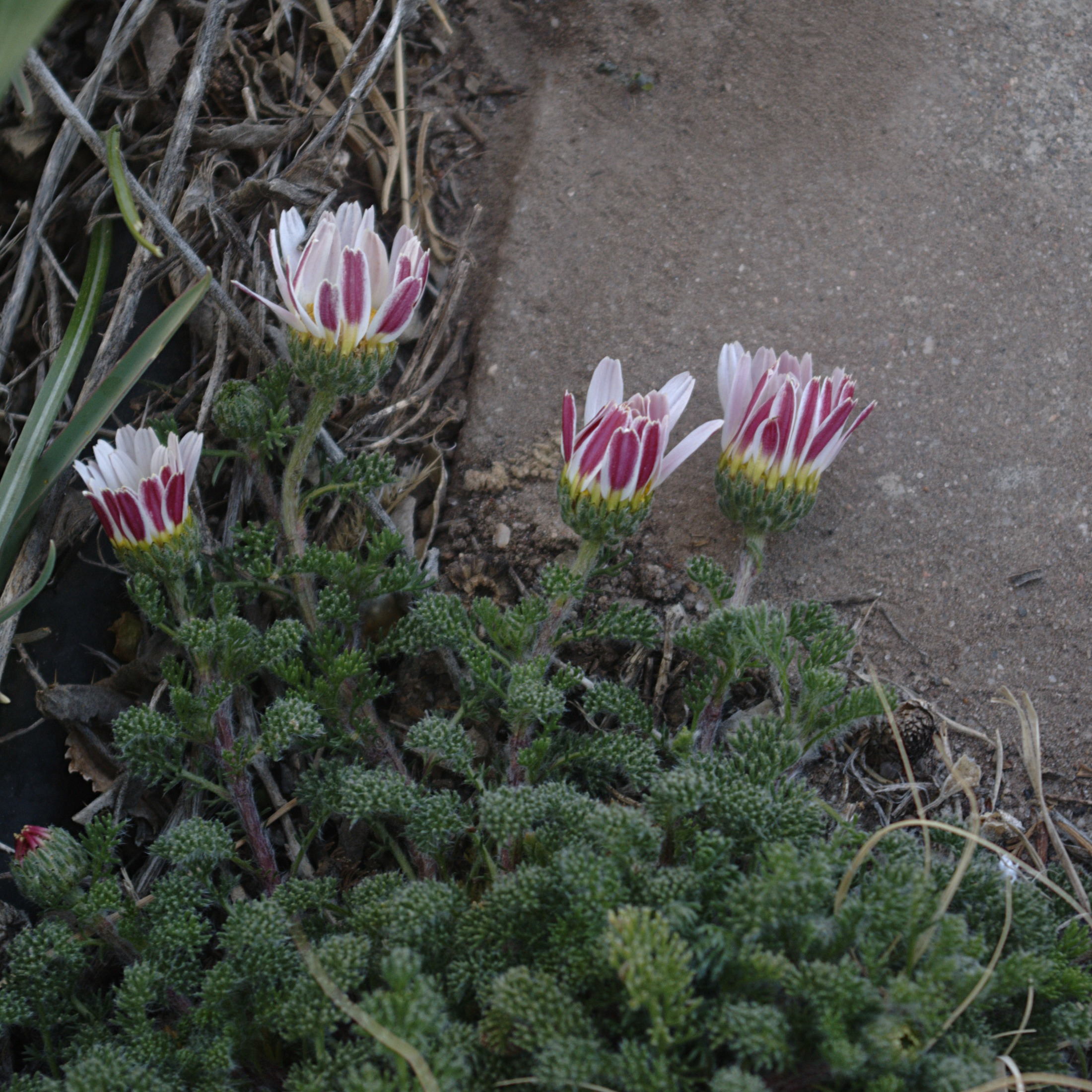
Marokko-Bertram (Anacyclus pyrethrum var. depressus) mit geschlossenen Blütenköpfen

## Geschichte

### Historische Abbildungen

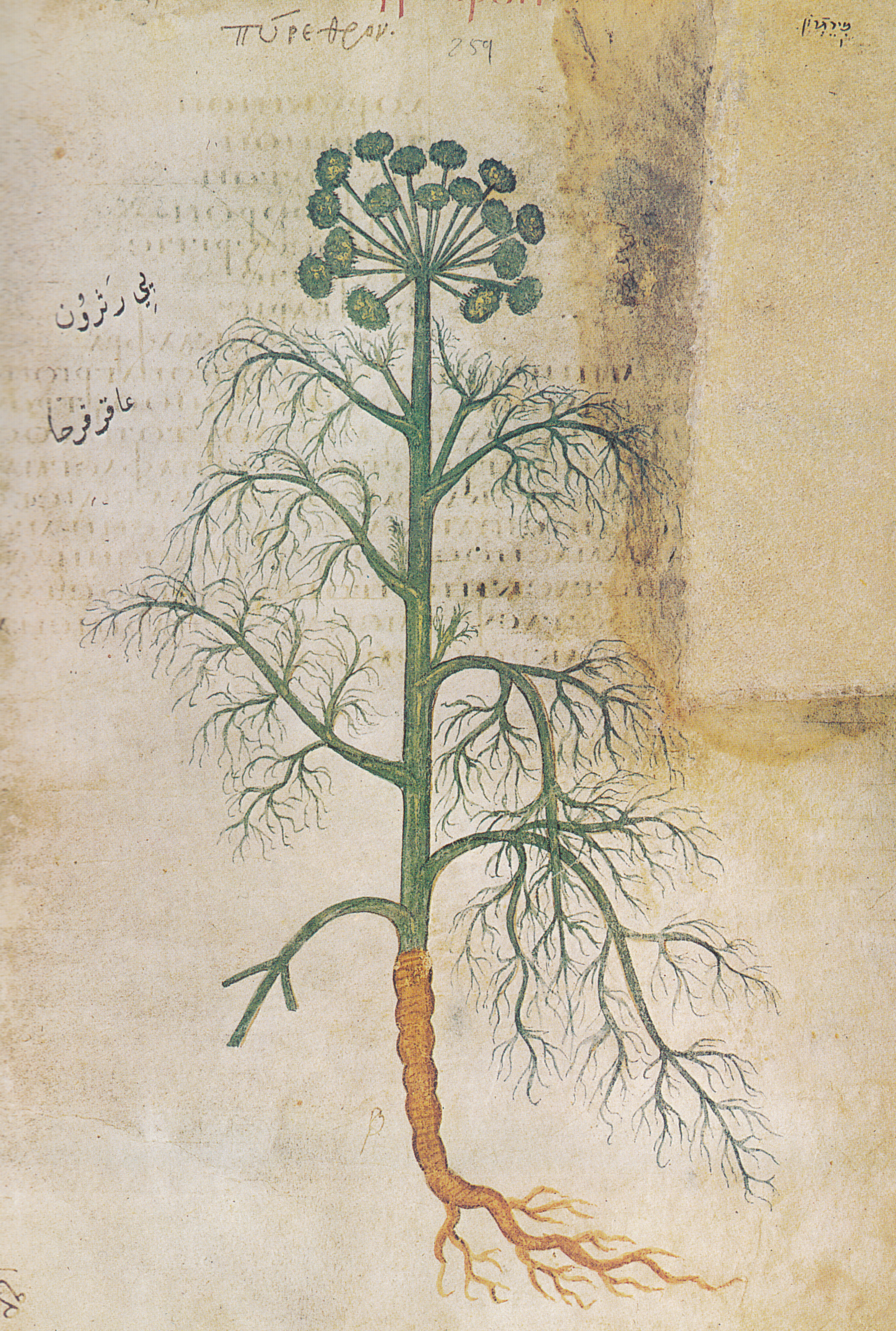
Pyrethron. Wiener Dioskurides 6. Jh.
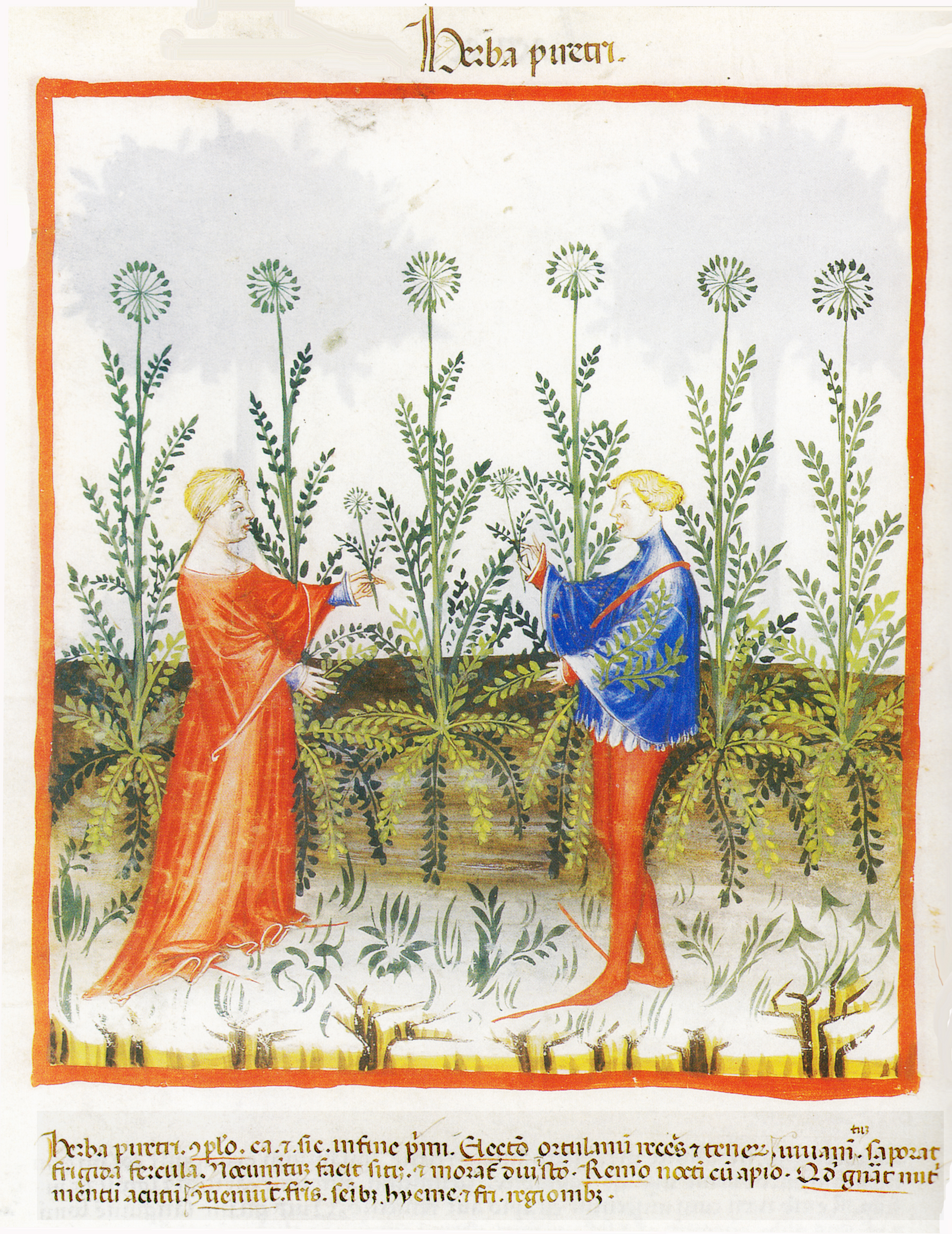
Piretrum. Abdul ibn Butlan 14. Jh.
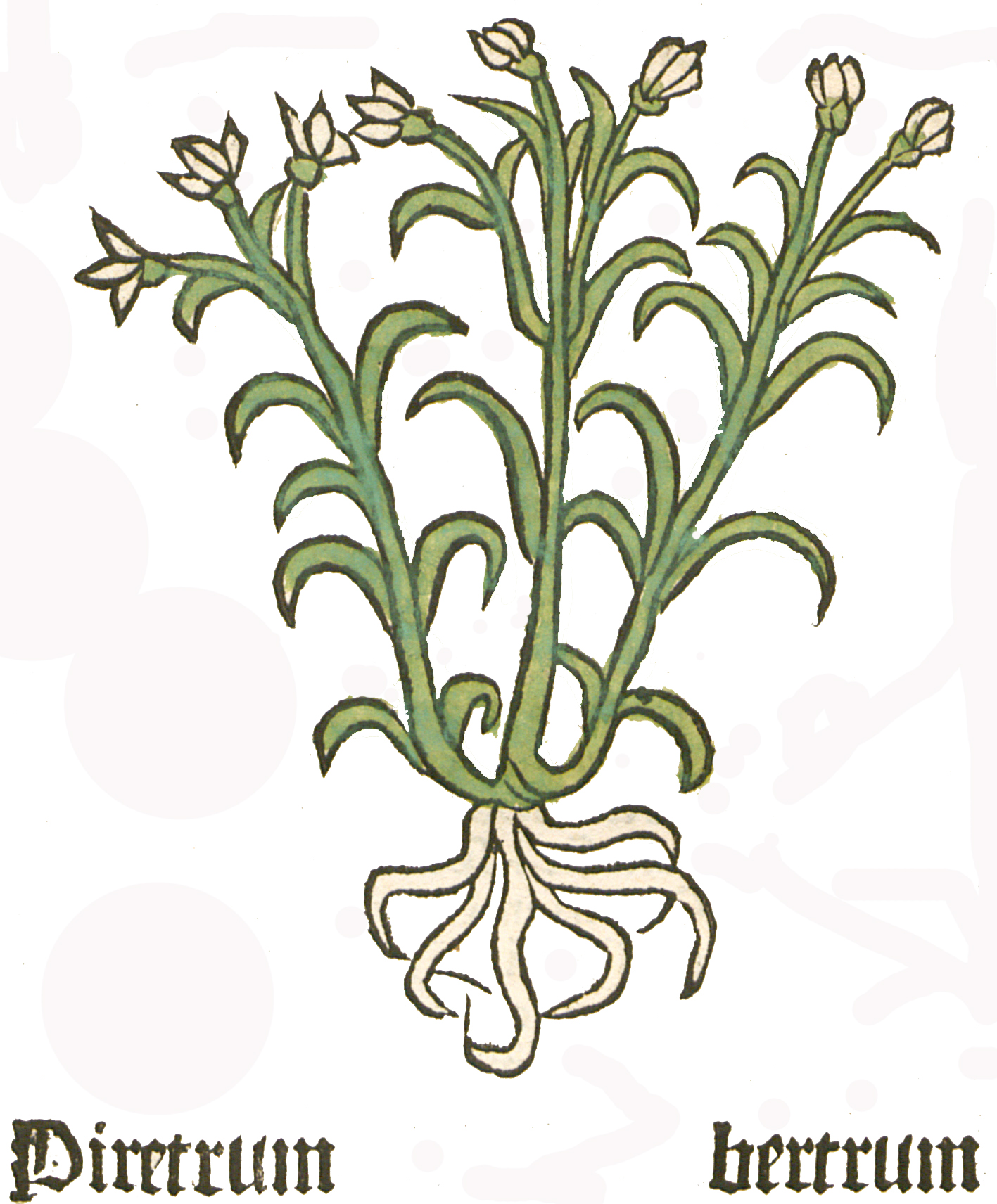
Piretrum. Herbarius Moguntinus 1484
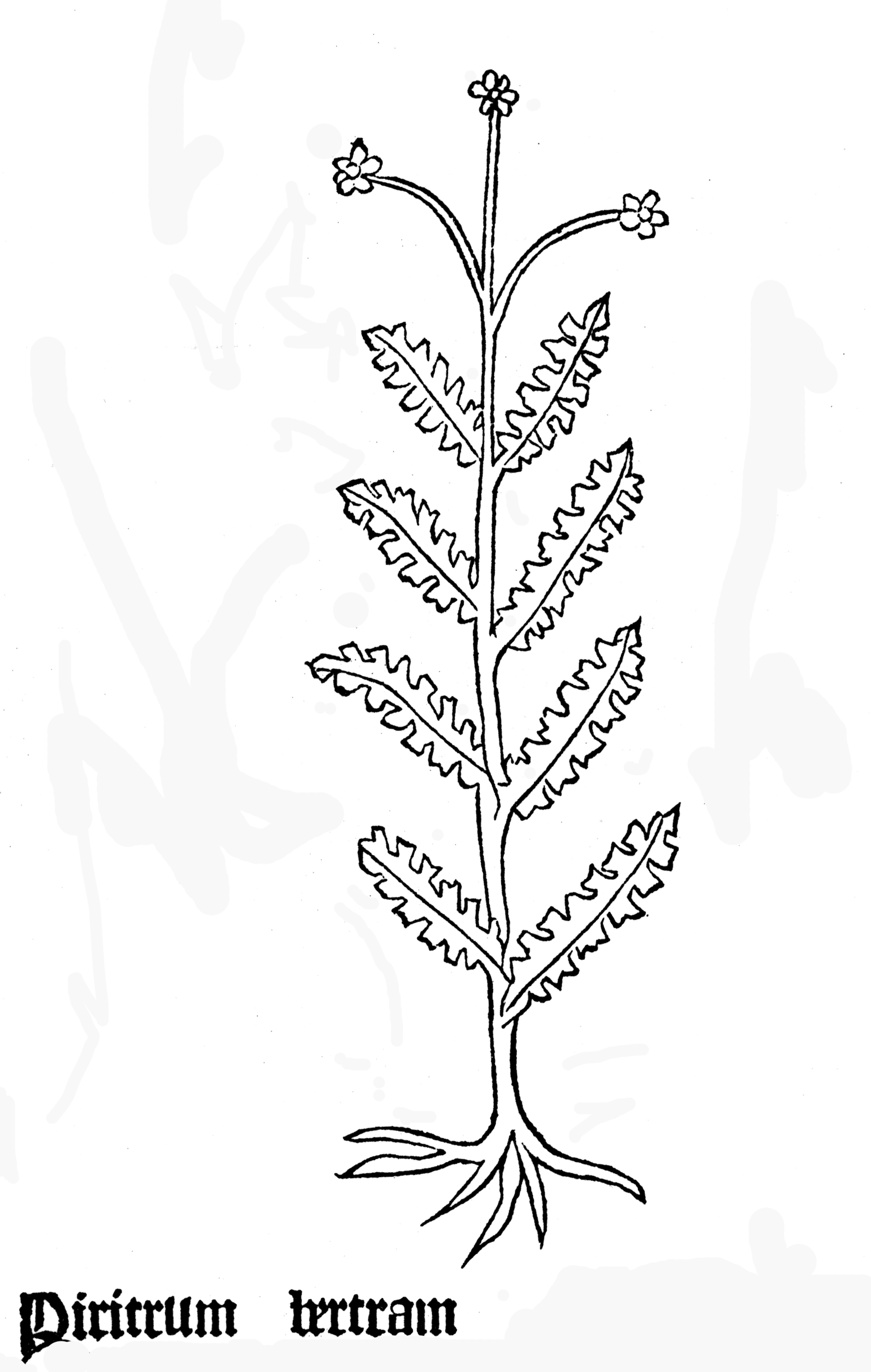
Piritrum. Gart der Gesundheit 1485
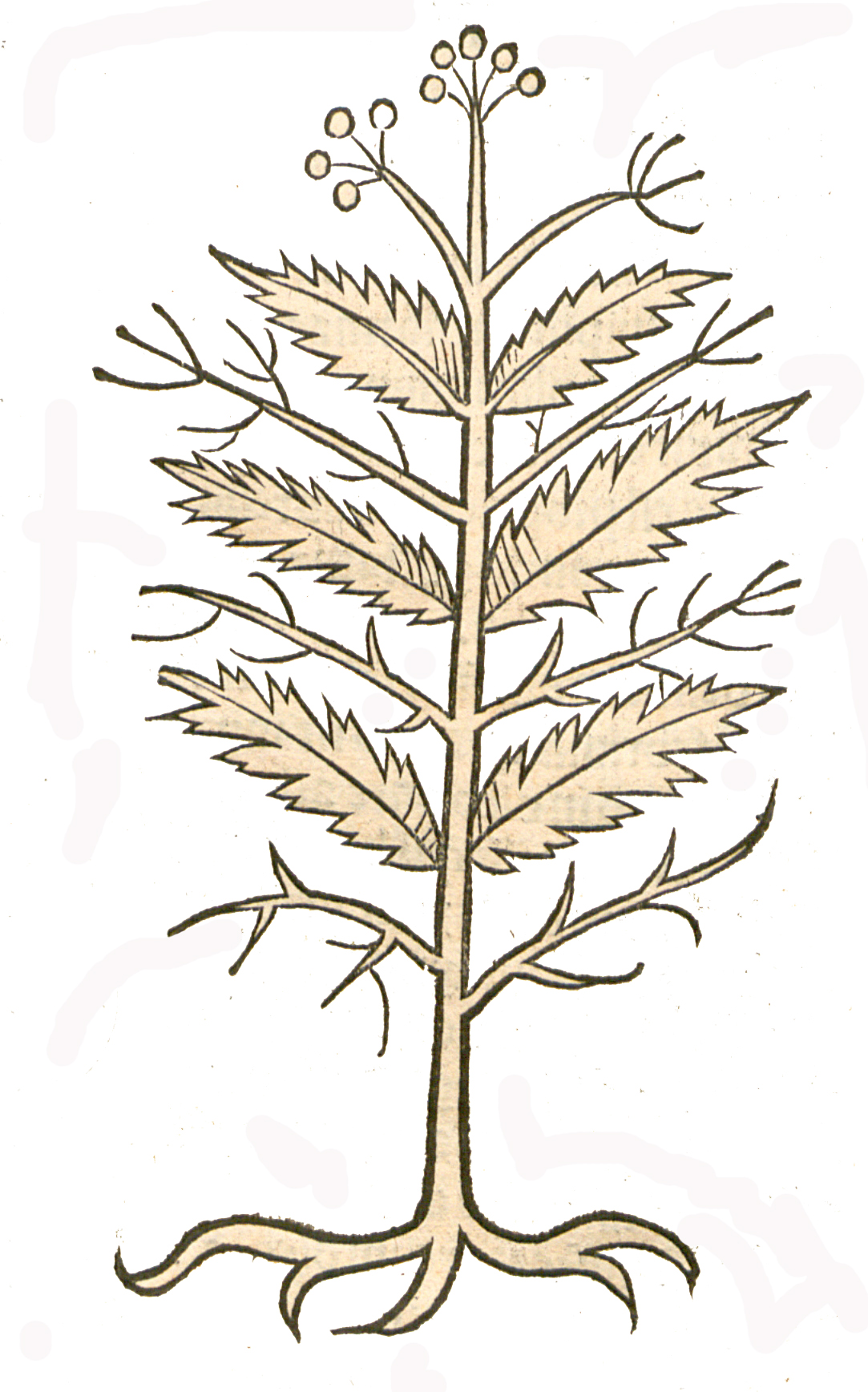
Piretrum. Hortus sanitatis 1491
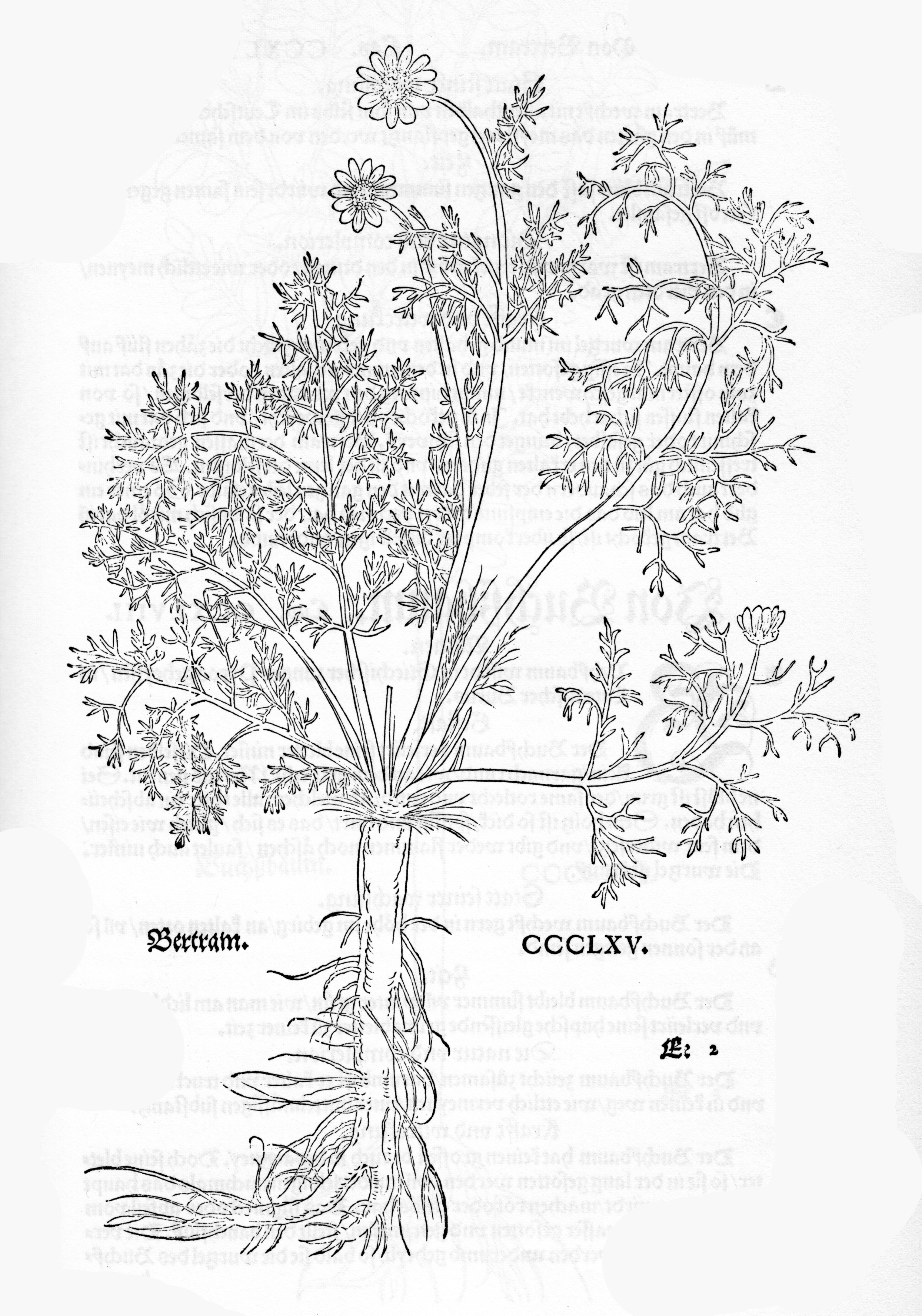
Bertram. Leonhart Fuchs 1543
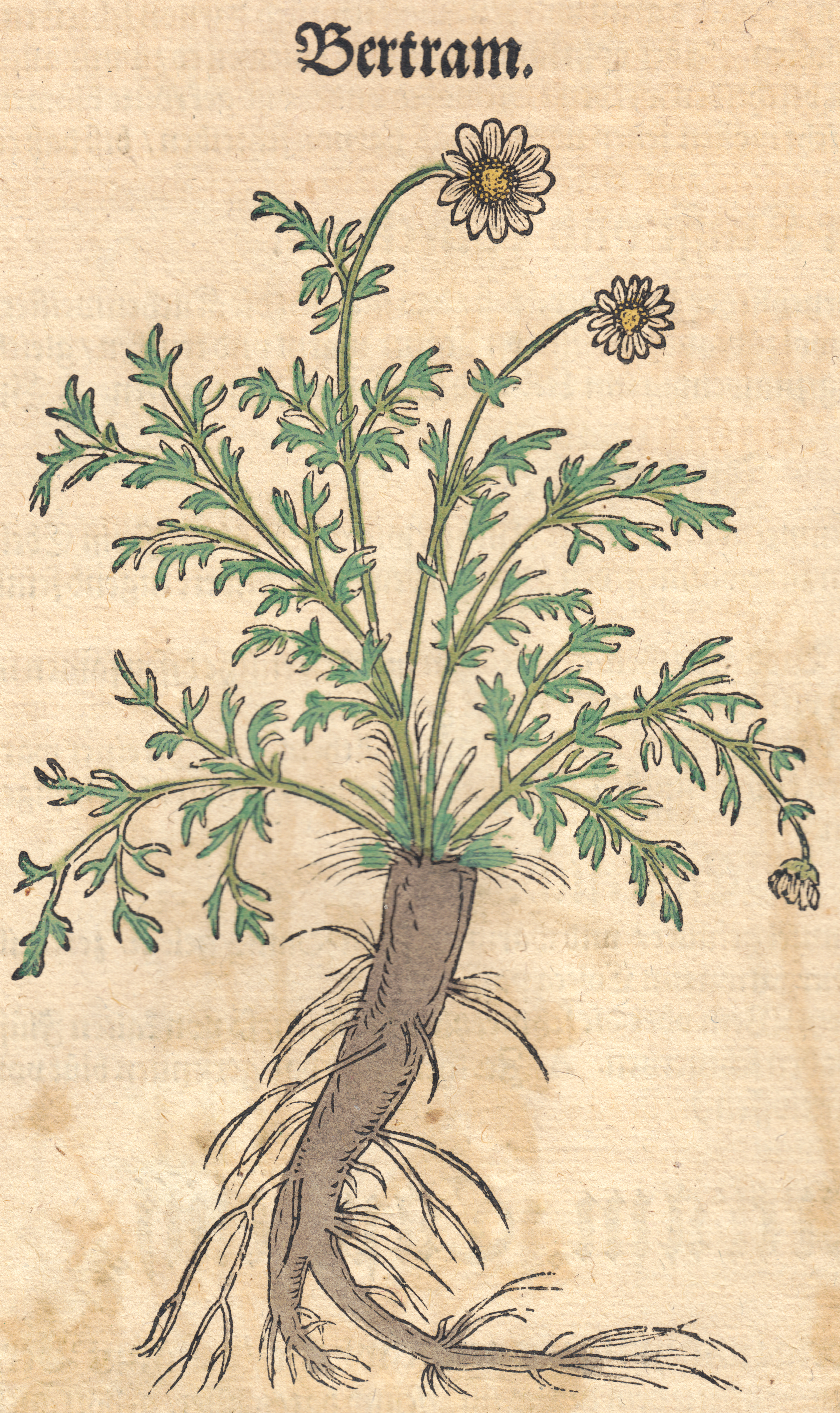
Bertram. Hieronymus Bock 1546
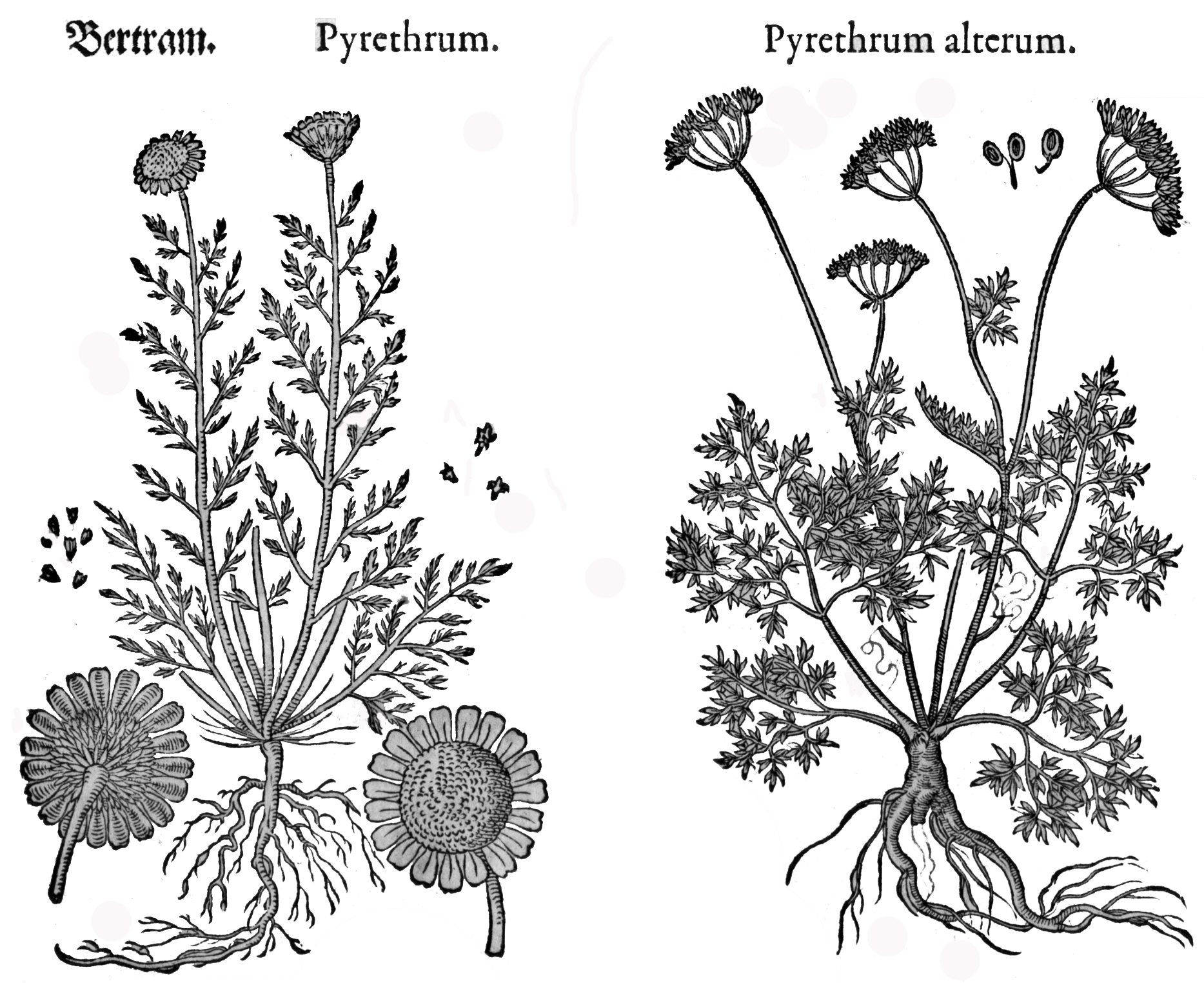
Mattioli / Handsch / Camerarius 1586

## Belege